# Konstantínos Kanáris
Konstantínos Kanáris (em grego: Κωνσταντίνος Κανάρης; 1795 — 1877) foi um político da Grécia. Ocupou o cargo de primeiro-ministro da Grécia.

## Honras

### Honras gregas
- Ordem do Redentor (Reino da Grécia): Grã-Cruz, 1864

### Honras estrangeiras
- Real Ordem Guélfica (Reino de Hanôver): Grã-Cruz
- Ordem de Dannebrog (Reino da Dinamarca): Grã-Cruz

## Galeria
Konstantínos Kanáris
- Konstantínos Kanáris durante a Guerra da Independência por Karl von Krazeisen.
- Moeda grega de um dracma com o retrato de Konstantínos Kanáris.Moeda grega de um dracma com o retrato de Konstantínos Kanáris.
- Estátua de Konstantínos Kanáris em Atenas por Lázaros Fytális.